# Beagle: In het kielzog van Darwin
Beagle: In het kielzog van Darwin was een Nederlands-Vlaams televisie-, radio- en internetproject uit 2009 en 2010 van de VPRO, in samenwerking met Teleac en Canvas.

## Concept
Het project, in het kader van het 150-jarige jubileum van Charles Darwins boek De oorsprong der soorten, draaide om een acht maanden durende tocht om de wereld met de klipper de Stad Amsterdam, waarin de vijf jaar durende reis (1831-1836) van Charles Darwin met de Beagle werd nagevaren. Het schip vertrok uit het Engelse Plymouth op 1 september 2009. Deze reis te zien als een "tijdcapsule" die dat jaar werd "geopend" om te kijken hoe de wereld er  200 jaar na zijn geboortejaar voor stond.
Het project bestond hoofdzakelijk uit een interactieve website en een wekelijks televisieprogramma, en kostte ongeveer 12 miljoen euro. Er verschenen 35 televisieafleveringen die 35 minuten duurden, met uitzondering van de eerste die 70 minuten duurde. Via de website was het schip 24 uur per dag te volgen. Ook werd er in het radioprogramma Noorderlicht aandacht aan besteed. Daarnaast werd er elke week een artikel over het programma gepubliceerd in de VPRO Gids. Van het programma verschenen een dvd-box met daarop alle 35 uitzendingen en een boek met daarin alle artikelen. De serie is ook te streamen via NPO Start en YouTube.
De vaste opvarenden waren:
- journalist en presentator Lex Runderkamp
- bioloog Dirk Draulans
- achterkleindochter van Darwin Sarah Darwin
- kunstenaar Anthony Smith
- schrijver Redmond O'Hanlon

Tevens ging in wisselende samenstelling een team van wetenschappers, journalisten en kunstenaars mee aan boord. Ook nazaten van Darwin monsterden aan voor een deel van de reis. 
De voice-over werd ingesproken door de Nederlandse schrijver en programmamaker Roel Bentz van den Berg.

## Dodelijk ongeluk
Op 11 november 2009 raakten vier medewerkers van het programma in Argentinië betrokken bij een auto-ongeluk. Hierbij kwam de partner van een medewerker om en raakten twee medewerkers zwaargewond en één lichtgewond.
Op 27 december werd bekend dat een tweede inzittende was overleden aan de verwondingen als gevolg van het ongeluk. Het ging om de Britse historica Jane Cameron.